# Friedrich Fromm
Friedrich Fromm, nemški general, * 8. oktober 1888, Berlin, † 12. marec 1945, Brandenburg.

## Napredovanja
- Fähnrich (16. avgust 1907)
- poročnik (18. junij 1908)
- nadporočnik (28. november 1914)
- stotnik (18. april 1916)
- major (1. marec 1927)
- podpolkovnik (1. april 1931)
- polkovnik (1. februar 1933)
- generalmajor (1. november 1935)
- generalporočnik (1. januar 1938)
- general artilerije (20. april 1939)
- generalpolkovnik (19. julij 1940)

## Odlikovanja
- viteški križec železnega križca (13. julij 1940)
- 1914 železni križec I. razreda
- 1914 železni križec II. razreda
- Verwundetenabzeichen, 1918 in Schwarz
- Hamburgisches Hanseatenkreuz
- k.u.k. Österr. Militär-Verdienstkreuz III Klasse mit der Kriegsdekoration
- Ehrenkreuz für Frontkämpfer
- Wehrmacht-Dienstauszeichnung IV. bis I Klasse
- Medaille zur Erinnerung an den 13.03.1938
- Medaille zur Erinnerung an den 1.10.1938 mit Spange Prager Burg
- Medaille zur Erinnerung an die Heimkehr des Memellandes
- Spange zum EK I
- Spange zum EK II